# 太平洋體育館
太平洋體育館（英語：Pacific Coliseum）是一個位於加拿大卑詩省溫哥華喜士定公園的戶内體育場。它於1968年落成，擁有15,713個永久座位，而舉辦大型體育活動或音樂會時則可容納17,500名觀眾。太平洋體育館現時是西部冰球聯盟旗下溫哥華巨人的主場館，過去也曾經是其他體育隊伍的主場館，當中包括國家冰球聯盟（NHL）的溫哥華加人、世界冰球協會的溫哥華燃燒者和國際滾軸曲棍球聯賽的溫哥華巫毒，並曾舉辦2010年冬季奧運會的花式滑冰和短道速滑賽事。此外，體育館亦不時舉辦音樂會和其他活動。

## 歷史
太平洋體育館於1966年至1967年間由W. K. Noppe設計，並於1968年1月8日開幕，當時是西部冰球聯盟旗下溫哥華加人的主場。隨著NHL於1970年擴展至溫哥華，太平洋體育館亦成為NHL加人隊的主場。1972年巔峰大賽的第四場賽事於太平洋體育館舉行，主隊加拿大以3–5敗於蘇聯手下。體育館曾於1970年代末進行翻新和擴建，但隨著通用汽車體育館（現羅渣士體育館）於1995年落成啓用，太平洋體育館亦失去加人隊主場館的地位。西部冰球聯盟旗下的溫哥華巨人於2001年成立後則將主場館設於此。
為了配合舉辦2010年冬季奧運會的花式滑冰和短道速滑賽事，太平洋體育館於2007年完成提升館内的無障礙設計、座位、空調系統和冰塊表面。

## 紀錄

### 演出紀錄
- 2014年3月17日，五月天第一位華人台灣樂團舉行《諾亞方舟世界巡迴演唱會》溫哥華站。
- 2019年12月8日，李宗盛第一位華人台灣男歌手舉行《有歌之年世界巡迴演唱會》溫哥華站。

## 外部連結
- Pacific Coliseum: Vancouver 2010 Winter Olympics

| 前任： 溫哥華體育館 | 溫哥華加人隊主場 1968年—1995年 | 繼任： 通用汽車體育館 |